# Méthode de Badal
La méthode de Badal est une méthode focométrique de détermination expérimentale de la focale d'une lentille divergente.

## Principe
On considère une lentille mince divergente de focale f' inconnue, de centre O, de  foyers image F'
et  objet F.
Pour déterminer cette focale f', on va faire deux montages successifs.

Schéma animé sur la méthode de Badal

### Premier montage: sans la lentille divergente
On utilise deux lentilles convergentes {\displaystyle L_{1}} et {\displaystyle L_{2}} de foyers objets respectifs {\displaystyle F_{1}} et {\displaystyle F_{2}}, et de foyers images respectifs {\displaystyle F_{1}'} et {\displaystyle F_{2}'}.
On met un objet A sur l'axe optique au foyer objet {\displaystyle F_{1}} de la première lentille {\displaystyle L_{1}}.
Son image se trouve en {\displaystyle A'=F_{2}'}, le foyer image de {\displaystyle L_{2}}:
{\displaystyle A=F_{1}\longrightarrow \infty \longrightarrow A'=F_{2}'}.

### Second montage: avec la lentille divergente
On intercale entre les deux lentilles convergentes la lentille divergente {\displaystyle L} 
de focale inconnue au foyer objet {\displaystyle F_{2}} de {\displaystyle L_{2}}.
La nouvelle image de {\displaystyle A} se trouve en {\displaystyle A''}:
{\displaystyle A=F_{1}\longrightarrow \infty \longrightarrow F'\longrightarrow A''}.

### Détermination de la focale de la lentille divergente
Pour déterminer la focale inconnue {\displaystyle f'} de la lentille divergente, il suffit ensuite de mesurer la distance {\displaystyle {A'A''}} entre les deux images successives, et de se souvenir de la focale de la seconde lentille convergente ({\displaystyle f'_{2}=O_{2}A'}), en utilisant la relation:
{\displaystyle f'={\frac {{-f'_{2}}^{2}}{\overline {A'A''}}}}

## Explication

### Formation de l'image par la seconde lentille convergente
Dans le montage contenant la lentille divergente, l'image de {\displaystyle A} par {\displaystyle L_{1}} se trouve à l'infini, qui a elle-même comme image {\displaystyle F'} par la lentille divergente.
Si l'on se restreint à la lentille {\displaystyle L_{2}}, F' est l'objet et {\displaystyle A''} l'image:

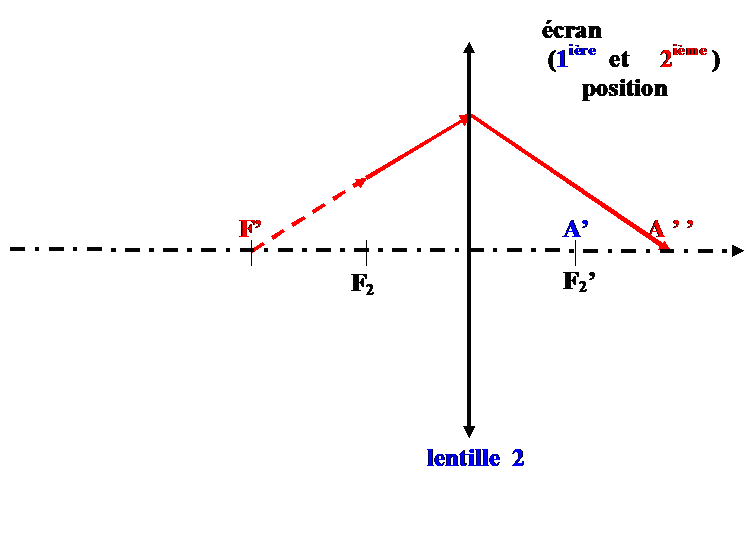
Schéma explicatif sur la conjugaison par la seconde lentille convergente dans la méthode de Badal

{\displaystyle F'\longrightarrow A''}.

### Formules de conjugaison de Newton
Les formules de conjugaison de Newton donnent une relation entre les positions sur l'axe optique d'un objet B et de son image B' par rapport aux foyers {\displaystyle F_{2}} et {\displaystyle F'_{2}}
de la lentille {\displaystyle L_{2}}. Elles sont exprimées avec des distances algébriques.
Soit B un point de l'axe optique et B' son image par la lentille {\displaystyle L_{2}}:
{\displaystyle {\overline {F'_{2}B'}}.{\overline {F_{2}B}}=-{f'_{2}}^{2}}
Cette formule donne dans notre cas ({\displaystyle B=F'} et {\displaystyle B'=A''}):
{\displaystyle {\overline {F'_{2}A''}}.{\overline {F_{2}F'}}=-{f'_{2}}^{2}}.
Or {\displaystyle F'_{2}=A'}, la première position de l'image, et {\displaystyle {\overline {F_{2}F'}}=f'},
la focale inconnue.
Aussi, {\displaystyle {\overline {A'A''}}.f'=-{f'_{2}}^{2}},
qui devient:
{\displaystyle f'=-{\frac {{f'_{2}}^{2}}{A'A''}}}.